# Брітон Гедден
Брітон Гедден (англ. Briton Hadden; 18 лютого 1898, Бруклін, США — 27 лютого 1929) — видатний американський журналіст, видавець, засновник (разом із Генрі Люсом) журналу «Тайм» (1923). Перший редактор «Тайм».
Помер у віці 31 року, проте вважається одним із найвпливовіших журналістів ХХ століття, новатором та засновником багатьох революційних перетворень у редакторській справі.

## Журналістська кар'єра
Починав як журналіст у шкільній газеті «Полі преп» (англ. Poly Prep) у Брукліні та редактор підпільної рукописної газети «Дейлі ґлонк» (англ. The Daily Glonk). У 1913 році одночасно зі своїм майбутнім другом Генрі Люсом поступили до школи Гочкіс (англ. Hotchkiss) у Коннектикуті, де керували шкільною газетою «Гочкіс рекорд» (англ. Hotchkiss Record) як її редактор та помічник редактора відповідно. Потім обидва поступили до Єльського університету, де прийшли до ідеї щотижневого журналу нового формату — майбутній журнал «Тайм».

## Цікаві факти
- Брітон Гедден народився в рік, коли Бруклін (його місто народження) став частиною Нью-Йорку.
- Гедден — засновник нового «революційного» стилю журналістики, який називається «тайм-стайл» (англ. Timestyle, на честь заснованого ним журналу).
- Перед смертю Брітон Гедден написав заповіт, де прямо заборонив продажу родинних акції «Тайм» протягом 49 років. Проте Генрі Люс зумів обійти цю заборону, сформувавши синдикат, який заволодів акціями матері Брітона.